# Vittorio the Vampire
Vittorio the Vampire (1999) è il secondo romanzo della serie Nuove Cronache dei Vampiri di Anne Rice. È l'unico romanzo sui vampiri della Rice, oltre a Pandora, in cui non compare Lestat de Lioncourt, protagonista della serie Cronache dei Vampiri; sebbene Vittorio gli faccia brevemente riferimento.

## Riassunto della trama
È giunto il XX secolo e, dal suo castello in Toscana,  Vittorio si accinge a scrivere il tragico racconto della sua vita.
Quando, nel 1450, la sua famiglia viene assassinata da una potente e antica congrega di vampiri, Vittorio di Raniari ha sedici anni. Il ragazzo, tuttavia, sfugge a una fine così terribile proprio grazie all'intervento di un vampiro.
Dopo essersi occupato della sepoltura della sua famiglia, Vittorio raccoglie tutte le ricchezze che può e, protetto dalla luce del sole, fugge verso Firenze, lontano dai pericolosi vampiri.
Al calar delle tenebre arriva in un villaggio dove però, stranamente, le vie non sono affollate di mendicanti, di anziani, di malati e tanto meno di moribondi. A causa della tristezza che lo affligge nell'anima, il giovane non riesce a prendere atto di questo fatto. 
Ben presto si accorge di essere seguito e cerca rifugio in una locanda. A seguirlo è Ursula, il vampiro che ha impedito ai membri della congrega di ucciderlo, che si apposta presso la finestra della stanza di Vittorio. Una volta sedotto il nobile, Ursula lo prosciuga del sangue gliene dà del proprio.
Ursula conduce Vittorio al rifugio della congrega di vampiri, perché prenda anche lui parte ai loro incontri. Questi si svolgono in un antico castello, i cui giardini sono gremiti di numerosi anziani e bambini ammalati;  Vittorio si rende improvvisamente conto di essersi imbattuto in alcune di queste persone  proprio al villaggio. Vittorio assiste a un rituale durante il quale alcune persone vengono sacrificate per soddisfare la sete di sangue dei vampiri.
Grazie all'intervento di Ursula e nonostante abbia rifiutato il dono oscuro, i vampiri decidono di risparmiare Vittorio e di abbandonarlo nei pressi di un villaggio. Mentre cammina, si imbatte in due figure che discutono sulla soglia di una casa, sono gli angeli Ramiel e Setheus . Gli angeli sono davvero sorpresi che Vittorio riesca a vederli. Grazie al loro aiuto e a quello dei suoi stessi angeli e del potentissimo Mastema, Vittorio trama la sua vendetta contro i vampiri, che stanno ormai invadendo le terre e facendo strage di innocenti (per inciso, gli angeli guida di Vittorio non giocano un ruolo decisivo; nonostante siano spesso presenti non ne conosciamo neppure i nomi).
L'attacco avviene di giorno e prevede la decapitazione dei vampiri durante il sonno. Le teste vengono gettate alla luce del sole dove appassiscono e muoiono. Quando arriva il momento di decapitare Ursula, Vittorio scopre di non poterlo fare anche se sollecitato dagli angeli. Libera Ursula nella speranza di salvarle l'anima ma viene tratto in inganno e trasformato in un vampiro accecato dal desiderio di sangue.
Nelle pagine finali troviamo Ursula e Vittorio che, come due Bonnie e Clyde dei loro tempi, uccidono e bevono per appagare la loro sete. I due amanti staranno insieme per molti e molti anni a venire.
Vittorio è unico per due motivi: può vedere gli angeli e le anime umane in procinto di abbandonare il corpo. Alla fine del libro, conserva il "dono" di vedere le anime umane, che si manifestano sotto forma di un'intensa luce splendente. Mastema gli dice che non sarà mai in grado di liberarsene e che ogni volta che prende una vita umana sarà testimone dell'estinzione dell'anima.